# Francis Chapin
Francis W. Chapin, né le 14 février 1899 à Bristolville (Ohio) et mort le 23 février 1965 à Chicago, est un peintre américain.

## Biographie
Il expose au Salon d'automne en 1928 les toiles Cheval sur le boulevard Montparnasse et Un homme retourne à Roscoff. Il fait partie de la colonie d'artistes de Stone City en 1932-1933 dans l'Iowa.